# Біреуен
Біреуен або Біреун — індонезійське місто, резиденція уряду регентства Біреуен в спеціальній території Ачех на Суматрі.  Біреуен знаходиться за координатами 5°12′18″ пн. ш. 96°42′06″ сх. д. / 5.20500° пн. ш. 96.70167° сх. д. Населення міста (офіційна назва — район Кота-Джуанг) за переписом 2010 року становило 44 604 особи, а за переписом 2020 року — 47 670 осіб.

## Клімат
Біреуен має клімат тропічного лісу (Af) з помірними опадами з лютого по вересень і рясними опадами з жовтня по січень.